# 二(2-吡啶基)甲烷
二(2-吡啶基)甲烷是一种有机化合物，化学式为C11H10N2，它可用作配体和金属形成配合物。

## 合成
将2-甲基吡啶溶于干燥的四氢呋喃，降温至−78 °C，逐滴加入正丁基锂，升温至−20 °C后加入2-氟吡啶，加入冰块水解，经提纯后得到产物二(2-吡啶基)甲烷。